# فرناندا سوزا
فرناندا سوزا (بالبرتغالية: Fernanda Souza‏) هي عارضة وممثلة برازيلية، ولدت في 18 يونيو 1984 بساو باولو في البرازيل.

## وصلات خارجية
- فرناندا سوزا على موقع IMDb (الإنجليزية)
- فرناندا سوزا على موقع قاعدة بيانات الفيلم (الإنجليزية)